# Nigérie na Letních olympijských hrách 1992
Nigérie se účastnil Letní olympiády 1992 ve španělské Barceloně. Zastupovalo ho 65 sportovců (49 muži a 16 žen) v 9 sportech.

## Medailisté
| Medaile | Jméno                                                                             | Sport    | Soutěž                         |
| ------- | --------------------------------------------------------------------------------- | -------- | ------------------------------ |
| Stříbro | David Izonritei                                                                   | Box      | muži váha těžká do 91 kg       |
| Stříbro | Richard Igbeneghu                                                                 | Box      | muži váha supertěžká nad 91 kg |
| Stříbro | Oluyemi Kayode Chidi Imoh Davidson Ezinwa Olapade Adeniken Osmond Ezinwa (rozběh) | Atletika | Muži štafeta 4 × 100 m         |
| Bronz   | Faith Idehen Mary Onyaliová Christy Opara-Thompson Beatrice Utondu                | Atletika | Ženy štafeta 4 × 100 m         |